# Swegon
Swegon Group AB er en svensk producent af løsninger til ventilation, varme, køl og klimatoptimering. Swegon ejes af Investment AB Latour.
De har 16 fabrikker i Europa, Nordamerika og Indien. Der er 2.600 ansatte (2020) oog en omsætning på 6 mia. svenske kroner (2019).